# Michail Timosjin
Michail Viktorovitsj Timosjin (Russisch: Михаил Викторович Тимошин) (Toela, 20 november 1980) is een Russisch voormalig wielrenner. Hij begon zijn carrière bij Landbouwkrediet-Colnago. In zijn laatste contractjaar brak hij al vroeg in het seizoen zijn sleutelbeen tijdens de Grote Prijs van de Etruskische Kust. Daarna zou hij enkel nog voor kleinere ploegen rijden.
In 2002 werd hij achter Michael Albasini tweede op het Europees wegkampioenschap bij de beloften.

## Belangrijkste overwinningen
2002
1e etappe deel B Triptyque des Monts et Châteaux
2e etappe Ronde van Thüringen, Beloften
Parijs-Roubaix, Beloften
2e etappe GP van Kranj
Eindklassement GP van Kranj

## Resultaten in voornaamste wedstrijden
| Jaar | Milaan-San Remo | Parijs-Roubaix | Scheldeprijs |  | WK op de weg |
| ---- | --------------- | -------------- | ------------ |  | ------------ |
| 2003 | opgave          | 61e            | 20e          |  |              |
| 2004 |                 |                | 74e          |  | opgave       |

## Ploegen
- 2002- Landbouwkrediet-Colnago (stagiair vanaf 1-9)
- 2003- Landbouwkrediet-Colnago
- 2004- Landbouwkrediet-Colnago
- 2005- Omnibike Dynamo Moscow
- 2007- MapaMap-BantProfi
- 2008- Amore & Vita-McDonald's
- 2012- Uzbekistan Suren Team

Advejev · Bernucci · Bileka · Cali · Cavagnis · Coudray · De Waele · Hrysjtsjenko · Lievens · Louder · Lucchini · Mattozza · Meirhaeghe · Metloesjenko · Mifune · Popovytsj · Romano · Scamardella · Sørensen · Streel · Van Landeghem · Van Malderghem · Vanhaecke · Vermeersch · Weynants · Anzà (stagiair) · Chadwick (stagiair) · Timosjin (stagiair)
Advejev · Anzà · Bernucci · Bileka · Bracke · Capelle · De Waele · Dierckxsens · Doema · Hrysjtsjenko · Lievens · Lucchini · Metloesjenko · Popovytsj · Scamardella · Steels · Streel · Stremersch · Timosjin · Vaitkus · Van Landeghem · Van Speybroeck · Verstrepen · Weynants · Draux (stagiair) · Monfort (stagiair) · Wijnands (stagiair)
Advejev · Anzà · Bernucci · Bileka · Bracke · Capelle · De Waele · Dierckxsens · Doema · Durand · Gasperoni · Hrysjtsjenko · Lagoetin · Metloesjenko · Monfort · Popovytsj · Sijmens · Steels · Streel · Timosjin · Vaitkus · Van Bondt · Verstrepen · Lebeau (stagiair) · Simon (stagiair) · Van Loocke (stagiair)